# Delta (banda)
Delta es un grupo chileno de metal progresivo, formado en 2003. A lo largo de estos 20 años de carrera la banda cuenta con 6 discos, 2 Eps, 2 DVDs en vivo, y una gran cantidad de hitos importantes en su historia. La banda contaba originalmente con un vocalista masculino, pero tiene vocalista femenina desde 2018.

## Comienzos
Delta se inició como una banda de colegio bajo el nombre de "Ceteris Delta" con sólo dos músicos, formación que crecería al poco tiempo con la llegada de Santiago Kegevic y Jorge Sepúlveda en la guitarra. Posteriormente uno de los fundadores, Rodrigo Guerra, deja la banda, tomando su lugar Benjamín Lechuga quien junto al arribo de Felipe del Valle como nuevo vocalista, completarían la formación base de la banda. Delta comienza su carrera profesional al grabar su primer CD, "Apollyon is free", entre finales de 2003 y principios del 2004. El disco fue grabado con un baterista de sesión y, con el álbum ya editado, encontraron al que sería su baterista estable, Andrés Rojas. El disco tiene ciertas reminiscencias a Yngwie Malmsteen y cuenta con invitados como Alejandro Silva, Christian Gálvez, Magdalena Reyes entre otros.
Una vez lanzado su primer disco, Delta daría inicio a una serie de conciertos durante 2004 y 2005, año en que Benjamín Lechuga recibió el apoyo de Ibanez Guitars participando en el proyecto Ibanez Army, junto a otros destacados guitarristas del medio chileno, grabando un disco como parte del proyecto. El 21 de agosto fueron llamados a tocar junto a Stratovarius en su presentación en Chile.

## Black & Cold
A principios de 2006, Delta comenzó a trabajar en las sesiones de grabación para el nuevo álbum llamado "Black & Cold", Benjamín Lechuga y Santiago Kegevic fueron endorsados por Magma Strings. Se produce un cambio en la formación cuando Jorge Sepúlveda decide dejar la banda por razones personales.
En 2007, Delta se convierte en los teloneros de Vision Divine.

## Crashbreaker y Live at the beginning
El año 2008 el grupo hizo una gira por el sur de Chile y el 1 de marzo abrieron el show de Dream Theater en Chile, habiendo sido elegidos por el baterista de la banda estadounidense, Mike Portnoy. También Delta abrió el concierto de los "Riders on the storm: THE DOORS". Graban su tercer álbum de estudio llamado "Crashbreaker" y su primer DVD en vivo "Live at the beginning". Por aquel entonces, Delta es considerada como una de las bandas de metal con gran éxito y reconocimiento público en Chile, sobre todo tras sus apariciones en diferentes medios digitales, revistas y estaciones de radio; adquiriendo su propio club de fanes.
El año 2009 Marcos Sánchez reemplaza a Santiago Kegevic en el bajo y su debut se produce en el concierto que Delta abre para los brasileños de Angra.

## Deny humanity
El 21 de agosto del año 2010 Delta publica en el teatro Cariola el que sería su nuevo álbum, tituládo "Deny humanity". El 24 de octubre telonearon a la banda de power metal Sonata Arctica. 
La banda lanzó un EP gratuito llamado "Desire within" a través de su página web oficial.

## Éxito y The end of philosophy
El año 2013 quedaron seleccionados nacionales en la competencia de bandas "Hard Rock Rising", como una de las bandas con mayor votación. Por otra parte, Benjamín se convierte en endorser de Cleartone Strings, inauguró su tienda Monosound instrumentos y los estudios Monosound, participó de un campamento de guitarristas, tocó con Ron "Bumblefoot" Thal y ganó una beca otorgada por Steve Vai para estudiar en el Institute of Contemporary Music Performance de Londres. En el tiempo que Benjamín Lechuga estuvo en Gran Bretaña estudiando, su reemplazo en la banda fue el guitarrista Gabriel Hidalgo.
A finales del 2013, Delta preestrenó su disco "The end of philosophy"  en la Sala Master el día 11 de agosto. El lanzamiento de disco mezclado por Fredrik Nordström fue vía en línea el 1 de diciembre y su formato físico el 28 de diciembre. Mike Portnoy, de nuevo los eligió pero esta vez para "Progressive Nation at Sea 2014", un crucero con Bandas de Rock/Metal Progresivo desde Miami hasta las Bahamas, esto hizo que varias revistas de metal en Europa hablaran sobre ellos, en especial sobre su disco nuevo. Nicolás Quinteros en el tiempo que estuvo en el Crucero fue invitado a "Klavitara Zagreb Festival" el 7 de junio de 2014 en Croacia, un festival de guitarra y teclados.
El comienzo del 2014 tuvo a Delta abriendo el concierto de la banda de power metal sinfónico estadounidense Kamelot.
Entre 2014 y 2016 la banda entra en un periodo de transición, debido a la salida de Felipe del Valle de la formación y también al distanciamiento temporal de Nicolás Quinteros por encontrarse cursando una beca en Barcelona, España, y trabajando en su proyecto solista "Q". Durante este periodo, la banda realizó algunos trabajos, como los remakes grabados por el músico estadounidense John West (Artension, Royal Hunt) y por Consuelo Schuster (Aluzinati, Ángel Parra Trío) de temas como “New Philosophy“, “Regrets“ y “Crashbreaker“, así como una gira y un sencillo lanzados con la voz de Rodrigo Varela.
A partir de diciembre de 2016, la semifinalista del programa The Voice Chile 2016 Caroline Nickels ejerció como vocalista de la banda, debiendo abandonarla luego de un año por problemas personales y sin que se haya elegido un reemplazo definitivo.

## Influencias
Los miembros de la banda han mencionado como influencias a diversos grupos tales como Yngwie Malmsteen, Planet X, Pantera, Symphony X, Dream Theater, Pain of Salvation, Evergray, Metallica, Megadeth, Anthrax y Exodus.

## Discografía
- 2003 - Apollyon is free
- 2007 - Black & Cold
- 2008 - Crashbreaker
- 2008 - Live at the beginning (DVD)
- 2010 - Desire within (EP)
- 2010 - Deny humanity
- 2011 - Virtual live (DVD)
- 2013 - The end of philoshophy
- 2014 - New philosophy Feat. John West (single)
- 2021 - Fears
- 2023 - Live in Fear
- 2023 - The Tower (single)
- 2023 - At Last (single)
- 2024 - Gemini

## Integrantes
- Paula Loza - Voz - 2021/Presente
- Víctor Quezada - Guitarras - 2023/Presente
- Andrés Rojas - Batería - 2004/Presente
- Nicolás Quinteros - Teclados - Fundador
- Marcos Sánchez - Bajo - 2010/Presente

## Exintegrantes
- Benjamín Lechuga - Guitarras
- Caroline Nickels - Voz
- Felipe Del Valle - Voz
- Gabriel Hidalgo - Guitarra
- Jorge Sepúlveda - Guitarra
- Rodrigo Guerra - Guitarra
- Santiago Kegevic - Bajo
- Rodrigo Varela - Voz

## Invitados
- Magdalena Reyes / Juan Ignacio Polo - Encheiresin naturae
- Alejandro Silva - Fly away
- Christian Gálvez - Face the world
- Carlos Figueroa - Two faces
- Metal Mike Chlasciak - Face2Face
- Pablo Stipicic - Hell in a cell
- Martín Ordóñez - Regrets
- Consuelo Schuster - Virtual life
- Jorge Galán - The end of philosophy
- Andrés Walker - Nostalgia
- Gabriel Hidalgo - Farewell
- John West - Bringers of rain
- John West - New philosophy (Feat. John West)
- Consuelo Schuster - Crashbreaker (Feat. Consuelo Schuster)